# Helen Gardner
Pour les articles homonymes, voir Gardner.
Helen Louise Gardner, née à Binghamton (État de New York) le 2 septembre 1884 et morte à Orlando (Floride) le 20 novembre 1968 , est une actrice, scénariste, productrice, monteuse et costumière américaine.

## Biographie
Ancienne élève de l'American Academy of Dramatic Arts, Helen Gardner commence sa carrière artistique en tant que comédienne au théâtre puis tourne aux studios Vitagraph à partir de 1910 et reçoit des critiques élogieuses en 1911 pour son rôle de Becky Sharp dans la version cinématographique du roman Vanity Fair (La Foire aux vanités). En 1912, elle est le premier acteur de cinéma à monter sa propre compagnie de production, la société Helen Gardner Picture Players établie à Tappan, New York grâce à des capitaux fournis par sa mère. Elle embauche son amant, Charles L. Gaskill, comme réalisateur et scénariste, produit onze longs métrages avant de fermer son studio en 1914. Elle est connue pour ses puissants portraits de personnages féminins. Sa première production est Cléopâtre (1912) qui est l'un des premiers films américains réellement de long-métrage. Le film est monté à nouveau et réédité après la sortie par la Fox en 1917 d'une adaptation mettant en vedette Theda Bara. Helen Gardner est considérée comme la première vamp de l'écran, avant des actrices comme Theda Bara, Valeska Suratt ou Louise Glaum.
En 1915, elle retourne brièvement chez Vitagraph avant de signer chez Universal. Sa popularité commence à décliner et elle prend sa retraite d'actrice en 1924.

## Filmographie partielle
- 1911 : The Sleep Walker
- 1911 : Vanity Fair
- 1912 : Cléopâtre
- 1924 : Sandra d'Arthur H. Sawyer